# Talking Rock
Talking Rock es un pueblo ubicado en el condado de Pickens en el estado estadounidense de Georgia. En el censo de 2000, su población era de 49.

## Demografía
En el 2000 la renta per cápita promedia del hogar era de $33,333, y el ingreso promedio para una familia era de $31,875. El ingreso per cápita para la localidad era de $15,780. Los hombres tenían un ingreso per cápita de $32,250 contra $26,250 para las mujeres.

## Geografía
Talking Rock se encuentra ubicado en las coordenadas 34°30′34″N 84°30′19″O / 34.50944, -84.50528 (34.509557, -84.505175).
Según la Oficina del Censo, la localidad tiene un área total de 0,5 km² (0,2 mi²), de la cual 0,5 km² (0,2 mi²) es tierra y 0 km² (0 mi²) (0.00%) es agua.